# Karl Karger

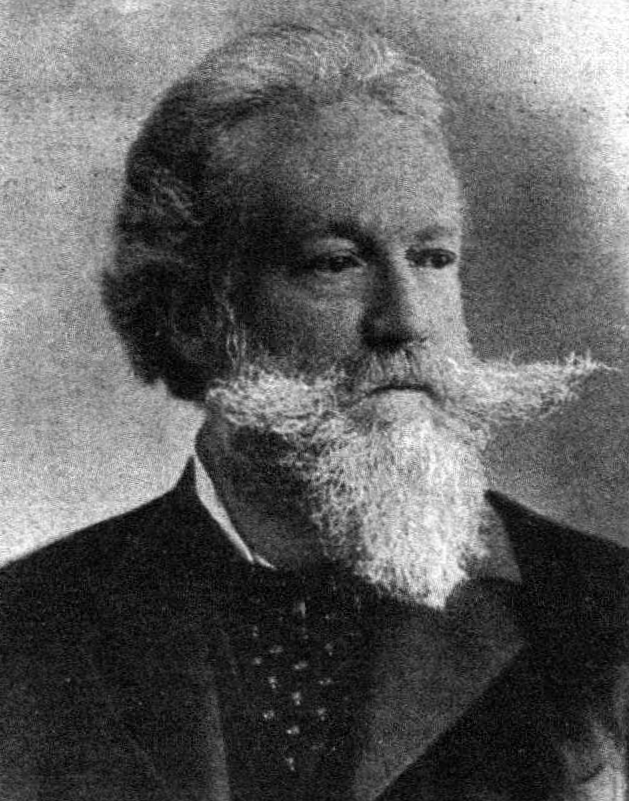
Aufnahme nach 1900

Karl Karger (* 30. Januar 1848 in Wien; † 18. Oktober 1913 ebenda) war ein österreichischer Maler und Illustrator.

## Biografie
Karger bildete sich seit 1864 auf der Wiener Akademie der bildenden Künste und später im Atelier von Eduard von Engerth, an dessen Kartons zu den Malereien für das Wiener Opernhaus er mitarbeitete. 1871 ging er auf einige Zeit nach München und unternahm von da eine Studienreise nach Italien, wo ihn besonders das venezianische Volksleben fesselte.
Schon in seinem ersten, 1873 gemalten Bild einer Bahnhofsszene (Österreichische Galerie Belvedere zu Wien) bekundete er einen scharfen Blick für das moderne Volksleben, indem er mit einer glücklichen Auswahl charakteristischer Typen ein malerisches Gefühl verband.
Dieselben Vorzüge offenbarte ein zweites Bild aus dem Verkehrsleben: der Graben in Wien, welches Kaiser Franz Joseph ankaufte. Darauf entstanden neben zahlreichen Bleistift- und Federzeichnungen: die Steuerexekution, die Poststation, Straßenszene in Venedig und 1880 drei Aquarelle für das Kronprinz Rudolf-Album: die Königin von Belgien und Prinzessin Stephanie im Bois de la Cambre zu Brüssel, Ankunft in Laeken und Empfang des Wiener Männergesangvereins am belgischen Hof, wo er bei einem äußerst kleinen Maßstab der Figuren eine große Porträtähnlichkeit erreichte.
Noch mehr leistete Karger nach dieser Richtung auf der Sängerhuldigung bei Gelegenheit des Festzugs zur Feier der silbernen Hochzeit des Kaiserpaars, wo jede der zahlreichen Figuren mit individuellem Leben erfüllt und dem schwierigen Vorwurf mit großem Geschick eine pikante malerische Haltung abgewonnen ist.
Karger ist auch als Illustrator (Wolffs „Rattenfänger von Hameln“, Goethes „Clavigo“) tätig gewesen.
Als Professor der Fachschule für Malerei leitete er um 1893 die Erstellung der Kompositionen und Ausführungen der Sgraffito an der Hauptseite des Österreichischen Museums für Kunst an der Ringstraße, nachdem deren ursprünglichen Kartons von Ferdinand Laufberger verloren gegangen waren. Ausführende Schüler waren Susanne Granitsch (1869–1946) für die Allegorien „Bildhauerei“ und „Architektur“, Eugenie Breithut-Munk für „Erzgießerei“ und „Keramik“, Albert Wimmer (* 1870) für „Goldschmiedekunst“ und Johann Lukesch (* 1867) für „Malerei“.
Karl Kager wurde auf dem Hietzinger Friedhof in einem ehrenhalber gewidmeten Grab (Gruppe 18, Reihe 4, Nummer 90) bestattet. 1966 benannte man die Kargergasse in Wien-Liesing nach ihm.

## Werke (Auszug)

Werke von Karl Karger
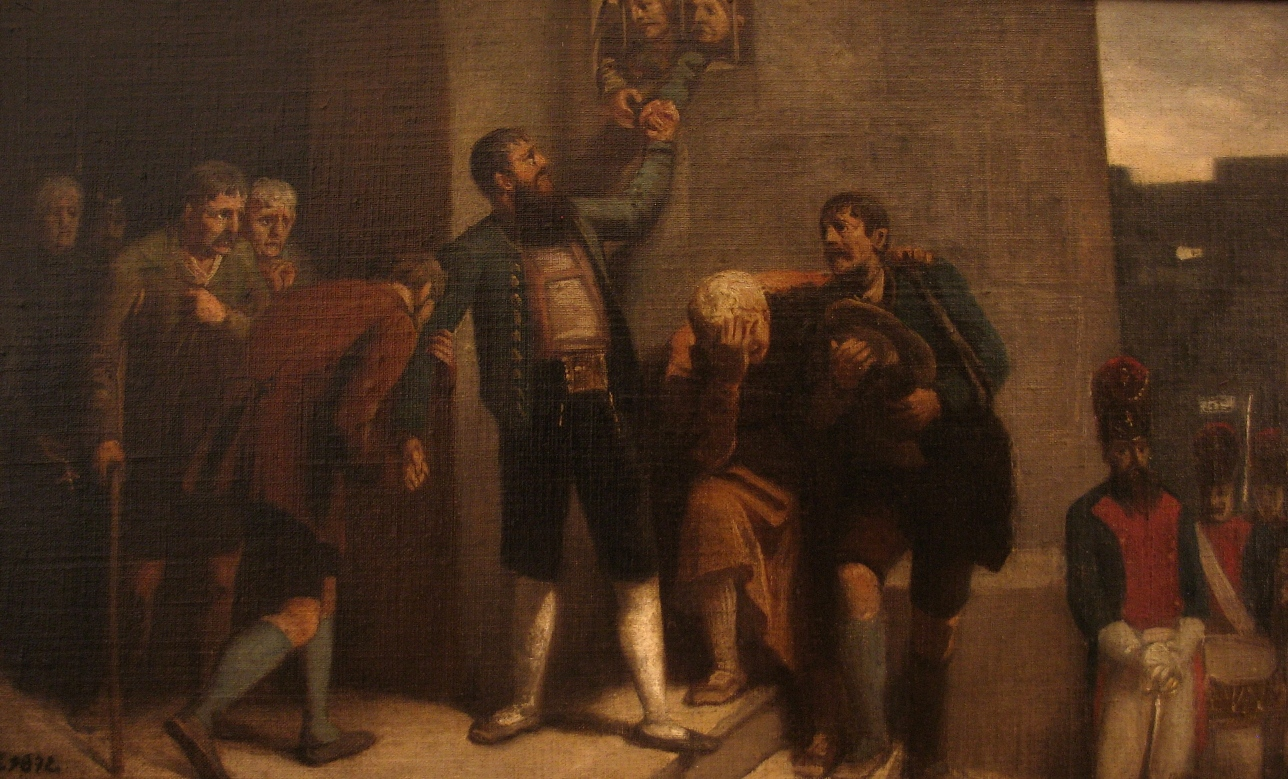
Andreas Hofers letzter Gang, 1872
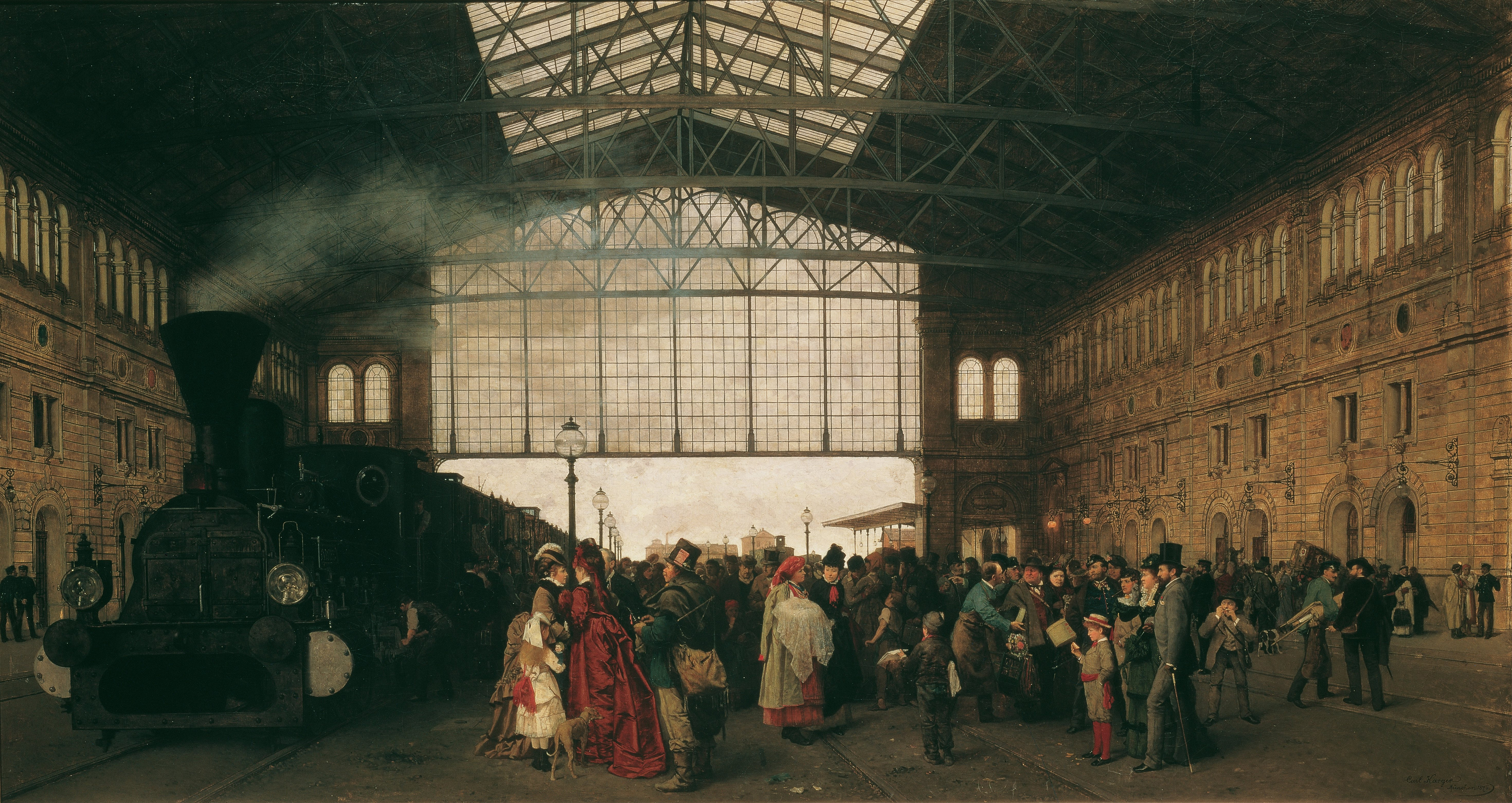
Ankunft eines Zuges am Nordwestbahnhof in Wien, 1875

- Andreas Hofers letzter Gang, 1872. Öl auf Leinwand, 29 × 50 cm, Heeresgeschichtliches Museum, Wien.
- Ankunft eines Zuges am Nordwestbahnhof in Wien, 1875, Öl auf Leinwand, 91 × 171 cm, Österreichische Galerie Belvedere, Wien.